# 雅各布·格里明格
雅各布·格里明格（德語：Jakob Grimminger，1892年4月25日-1969年1月28日）是德国纳粹党的突擊隊和親衛隊的成员。作为纳粹运动的标志性旗帜血旗（Blutfahne）的官方旗手，格里明格经常出现在希特勒附近的照片和仪式上。

## 生平

### 早期生活
格里明格出生于德意志帝國巴伐利亚王國的奥格斯堡，十六岁时进入德意志帝国军队。他在第一次世界大战期间在1914年和1917年担任空军团的机械师。他在一戰中被排到中東戰場支援奧斯曼帝國，参加了加里波利战役，还在巴勒斯坦服役了一年，之后返回德国。在被授予二等铁十字勋章、巴伐利亚勋章和土耳其铁新月勋章后，格里明格在1919年从德意志帝国军队退伍。

### 加入納粹
格里明格于1922年加入纳粹党，并成为納粹突击队（SA）的成员。他参加了1922年在科堡的街头斗殴和1923年11月8日的慕尼黑啤酒馆政变。在NSDAP的总部褐宮任职后，他于1926年被选为党卫队（Schutzstaffel，SS）的成员。格里明格在冲锋队和党卫队服役期间得到提升，最终达到党卫军旗隊領袖（Standartenführer，相当于上校）的军衔。作为党卫军的一员，他被任命从慕尼黑政变中携带血迹斑斑的血旗。他被授予金党勋章、血章（第714号）和科堡勋章，这是納粹黨最珍贵的三枚勋章。1945年年中第三帝国垮台后，格里明格作为守护者的血旗的命运不得而知。

### 战后歲月
格林明格在二战中幸存下来，并于1946年被盟军审判，原因是他是党卫军的成员，并作为纳粹党宣传的一部分在長達19年的时间里作為執旗鼓官攜帶血旗。但是因為他沒有參與大屠殺和其他戰爭罪行，他没有被送进监狱，而是被没收了所有的财产。据报道在晚年，他试图进入政界并在慕尼黑担任议员，但是他的過去使得這種嘗試失敗。他于1969年1月28日在巴伐利亞首府慕尼黑默默无闻地去世，享年76岁。他的尸体被埋葬在慕尼黑的瓦尔弗里德霍夫陵園（Waldfriedhof），但随后坟墓被掘開，他的尸体被重新安置在Herzebrock-Clarholz的一个没有标记的坟墓中。